# Liste der denkmalgeschützten Objekte in Zillingdorf
Die Liste der denkmalgeschützten Objekte in Zillingdorf enthält die 8 denkmalgeschützten unbeweglichen Objekte der Gemeinde Zillingdorf im niederösterreichischen Bezirk Wiener Neustadt-Land.

## Denkmäler
| Foto |                 | Denkmal                                                         | Standort                                           | Beschreibung | Metadaten |
| ---- | --------------- | --------------------------------------------------------------- | -------------------------------------------------- | --- | --- |
| ja   | Datei hochladen | Gnadenstuhl HERIS-ID: 30606 Objekt-ID: 27358                    | bei Am Grieß 49 Standort KG: Zillingdorf           | Bezeichnet 1767, Gnadenstuhlgruppe auf flachem Pfeiler | BDA-Hist.: Q37936126 Status: § 2a Stand der BDA-Liste: 2025-06-30 Name: Gnadenstuhl GstNr.: 1394/3 |
| ja   | Datei hochladen | Pest-/Dreifaltigkeitssäule HERIS-ID: 30608 Objekt-ID: 27360     | bei Hauptstraße 34 Standort KG: Zillingdorf        | Trinitätsgruppe auf hoher Säule, mit Chronogramm bezeichnet 1841 | BDA-Hist.: Q37936178 Status: § 2a Stand der BDA-Liste: 2025-06-30 Name: Pest-/Dreifaltigkeitssäule GstNr.: 1384 |
| ja   | Datei hochladen | Bildstock HERIS-ID: 30609 Objekt-ID: 27361                      | Hauptstraße Standort KG: Zillingdorf               | Der auch Valentinuskreuz genannte Bildstock besteht aus einem Steinpfeiler mit profiliertem Aufsatz und war mit der Jahreszahl 1609 bezeichnet. | BDA-Hist.: Q37936200 Status: Bescheid Stand der BDA-Liste: 2025-06-30 Name: Bildstock GstNr.: 1115/7 |
| ja   | Datei hochladen | Pfarrhof HERIS-ID: 30605 Objekt-ID: 27357                       | Hauptstraße 38 Standort KG: Zillingdorf            | Zweigeschoßiger Bau, mehrfach umgebaut (zuletzt um 1800), im Kern 16. Jahrhundert, im Obergeschoß barocke Stuckaturen um 1730 | BDA-Hist.: Q37936105 Status: § 2a Stand der BDA-Liste: 2025-06-30 Name: Pfarrhof GstNr.: 91 |
| ja   | Datei hochladen | Bürgerhaus HERIS-ID: 110764 Objekt-ID: 128485                   | Hauptstraße 60 Standort KG: Zillingdorf            | | BDA-Hist.: Q37820645 Status: Bescheid Stand der BDA-Liste: 2025-06-30 Name: Bürgerhaus GstNr.: 53 |
| ja   | Datei hochladen | Bildstock HERIS-ID: 30607 Objekt-ID: 27359                      | bei Hauptstraße 111 Standort KG: Zillingdorf       | Der schlanke Pfeiler mit Kreuzaufsatz, auch „Urtalkreuz“ genannt, war mit 1715 bezeichnet. | BDA-Hist.: Q37936141 Status: § 2a Stand der BDA-Liste: 2025-06-30 Name: Bildstock GstNr.: 621 |
| ja   | Datei hochladen | Fundzone Herinnere Gartenäcker HERIS-ID: 67456 Objekt-ID: 80412 | Herinnere Gartenäcker Standort KG: Zillingdorf     | | BDA-Hist.: Q38116679 Status: Bescheid Stand der BDA-Liste: 2025-06-30 Name: Fundzone Herinnere Gartenäcker GstNr.: 600/11, 600/12, 600/13, 600/14, 600/15, 600/16, 600/23, 600/25, 600/28, 602/1, 602/2, 602/3, 1119/3, 1120/1, 1120/2, 1120/3, 1121/1, 1121/2, 1122, 1123, 1124/1, 1124/2, 1124/3, 1124/4, 1125/1, 1125/2, 1367, 1372 |
| ja   | Datei hochladen | Kath. Pfarrkirche hl. Georg HERIS-ID: 30604 Objekt-ID: 27356    | gegenüber Rathausstraße 4 Standort KG: Zillingdorf | Neoromanische, im Kern gotische Saalkirche mit eingezogenem Chor, westseitig einjochiger Zubau mit neoromanischer Hauptfassade und vorgestelltem Südturm. Vermutlich um 1300 Pfarre, 1494 dem Domkapitel von Wiener Neustadt übertragen, bis 1785 freie bischöfliche Kollationspfarre, 1605 Kirche zerstört und unter Kardinal Melchior Khlesl 1614 wiederhergestellt, nach Türkenbelagerung 1683–1686 erneut Ruine, bis ca. 1700 Wiederaufbau, 1829 Einwölbung, 1858 Brand, 1865 Umbau und Erweiterung gegen Westen in neoromanischen Formen durch Johann Nothaft. | BDA-Hist.: Q22693477 Status: § 2a Stand der BDA-Liste: 2025-06-30 Name: Kath. Pfarrkirche hl. Georg GstNr.: 98 Pfarrkirche Zillingdorf |